# 이여성
이여성(李如星, 1901년 ~ ?)은 일제강점기 활동한 한국의 독립운동가, 화가, 정치가, 언론인이다. 사회주의 계열 독립운동가이다. 본명은 이명건(李明建)이다. 호는 사천선(沙泉先), 청정(靑汀)이다.

## 생애
경상북도 칠곡에서 만석꾼인 아버지 이경옥과 어머니 윤정렬 사이 2남 4녀 가운데 맏아들로 출생하였다. 한때 경상북도 대구와 경상남도 부산을 거쳐 경상북도 김천에서 잠시 유아기를 보냈고, 동생 이쾌대는 6·25 전쟁 중 인민군 포로로 오인되어 거제도 포로수용소에 수용되었고 이후 월북하였다. 9세 때 서울로 올라와 보성고등보통학교를 졸업하고 대구로 내려가 사회운동단체인 혜성단 간부로 활동하였다. 1918년 중국 난징(南京)에 있는 진링대학(金陵大學)을 다니다가 3·1운동 직후 귀국하여 독립군에 자금을 대려고 아버지 몰래 땅문서를 팔다가 체포되어 대구교도소에서 3년간 복역하였다. 출감 후 일본으로 건너가 릿쿄대학(立敎大學) 경제학과에 입학했으며 1923년 1월 도쿄(東京)에서 북성회를 조직하고 국내에 사회주의 사상을 알리는 데 힘썼다. 
1930년 상하이(上海)로 건너갔다가 곧 귀국해서 〈동아일보〉 조사부장을 지냈다. 친구들과 출판사 세광사를 차려 자신이 쓴 책 외에도 각종 조선 통계를 총망라한 〈숫자조선연구〉(김세용 공저)와 〈애란민족운동 愛蘭民族運動〉·〈약소민족운동의 전망〉 등을 펴냈다. 1935년 이상범과 2인전을 열어 당시 국내 미술계 주목을 받았다.
한국에 돌아온 뒤로는 아버지가 마련한 중학동 집에서 살다가, 1938년 옥인동 56번지에 새로 지은 2층 양옥으로 이사 했다. 1940년 〈동아일보〉가 폐간당한 뒤로는 복식 분야에 몰입해 〈조선복식고〉를 펴냈다. 이 책은 당시 황무지나 다름없던 한국 복식 분야를 개척한 점에 의의가 있으며 복식사와 미술사를 연구하는 이들에게 매우 중요한 자료다. 〈조선복식고〉에는 이화여전 학생들이 이여성 고증으로 재현한 삼국 옷을 입은 사진이 수록되 있다.
8·15 해방 직후 건국준비위원회가 발족되자 문화부장 및 선전부장에 임명되었고, 뒤이어 조선인민공화국 중앙인민위원으로 뽑혔다. 1948년 남북협상 이후 혼자 북한에 남았다. 이후 〈조선미술사개요〉(1955)·〈조선건축미술의 연구〉(1956) 등을 펴냈다.

## 기타
- 여운형을 추종하였다.

## 같이 보기
- 김약수
- 김원봉
- 건국동맹
- 건국준비위원회
- 이쾌대